# Помпано Бич (Флорида)
Помпано Бич (енгл. Pompano Beach) град је у америчкој савезној држави Флорида. По попису становништва из 2010. у њему је живело 99.845 становника.

## Демографија
Према попису становништва из 2010. у граду је живело 99.845 становника, што је 21.654 (27,7%) становника више него 2000. године.
| Група             | 2000.          | 2010.          |
| Белци             | 47.549 (60,8%) | 50.522 (50,6%) |
| Афроамериканци    | 19.897 (25,4%) | 28.849 (28,9%) |
| Азијати           | 636 (0,8%)     | 1.302 (1,3%)   |
| Хиспаноамериканци | 7.770 (9,9%)   | 17.509 (17,5%) |
| Укупно            | 78.191         | 99.845         |